# Aleksander Sever
Aleksander  Sever (latinsko Marcvs Avrelivs Severvs Alexander Avgvstvs) je bil cesar Rimskega cesarstva, zadnji iz Severske dinastije, ki je vladal od leta 222 do 235, * 1. oktober 208, Arca Caesarea, Sirija, † 18. ali 19. marec 235, Moguntiacum, Gornja Germanija.
Na rimskem prestolu je nasledil svojega umorjenega bratranca Elagabala in bil nazadnje tudi sam umorjen. Po njegovi smrti se je začela kriza tretjega stoletja, skoraj petdeset let dolgo obdobje državljanskih vojn in propadanja denarnega gospodarstva, ki je skoraj uničila Rimski imperij. 
Aleksandrova vladavina je bila mirna in uspešna, čeprav se je Rim soočal z vedno močnejšim Sasanidskim cesarstvom. Aleksandru je uspelo zadržati prodiranje Sasanidov, med vojnim pohodom v Germanijo pa je poskušal vzpostaviti mir z diplomacijo in podkupovanjem, kar ga je odtujilo od njegovih legij in nazadnje privedlo do zarote in njegovega umora.

## Dosežki
Aleksander je pod vplivom svoje matere storil veliko za izboljšanje morale in življenjskih pogojev prebivalcev in povečanje dostojanstva države. Za nadziranje sodstva je zaposlil ugledne pravnike, med njimi tudi slavnega Ulpijana. Med njegovimi svetovalci je bil tudi senator in zgodovinar Kasij Dion. Trditev, da je ustanovil svet izbranih šestnajstih senatorjev, je sporna. Ustanovil je svet štirinajstih mestnih svetnikov, ki so pomagali rimskemu prefektu upravljati štirinajst mestnih okrožij, omejil prekomerno razkošje in potratnost na cesarskem dvoru.
Po prevzemu oblasti je zmanjšal vsebnost srebra v denariju s 46,5 % na 43 % oziroma z 1,41 grama na 1,30 grama. Leta 229 je vsebnost povečal na 45 % (1,46 grama), leta 230 pa na 50,5 % (1,50 grama) in zmanjšal državne takse. Spodbujal  je književnost, umetnost in znanost in ljudem olajšal življenje s posojanjem denarja po zmerni obrestni meri.
Na verskem področju je ohranil zdrav razum.  Domnevno je želel postaviti tempelj Jezusu Kristusu, vendar so ga od tega odvrnili poganski duhovniki. V Rimu je dovolil zgraditi sinagogo in ji podaril zvitek Tore, znan kot Severjev zvitek.
Na pravnem področju je naredil veliko za pravice svojih vojakov.  Odobril je, da lahko vojaki v oporoki za svojega dediča imenujejo poljubno osebo, medtem ko so za civiliste glede tega  veljale stroge omejitve. Vojakom je odobril tudi to, da lahko po svoji volji osvobajajo svoje sužnje. Poleg tega je zaščitil njihove pravice do zasebne lastnine, kadar so bili na vojnem pohodu, in potrdil, da vojakovega premoženja, pridobljenega med ali zaradi služenja vojaškega roka (castrense peculium), ne more zahtevati nihče, niti vojakov oče.

## Vojna s Perzijci
Vladanje Aleksandra Severja je bilo uspešno vse do vzpona Sasanidskega cesarstva Ardaširja I.. Vojna, ki je sledila, je opisana v več virih. Po Herodijanu so rimske armade doživele več ponižujočih odbojev in porazov,  medtem ko Historia Augusta in Aleksandrovo poročilo rimskemu senatu govorita o velikih zmagah. Aleksander je iz baze v Antiohiji na čelu svoje vojske odkorakal proti Ktezifonu, njegovo drugo armado pa so Perzijci uničili. Nadaljnje izgube je doživel po umiku Rimljanov v Armenijo.
V rimski vojski se je kljub temu, da je za nekaj časa zaustavila Sasanide,  pokazalo izjemno pomanjkanje discipline. Leta 232 se je sirijska legija uprla in za cesarja razglasila Tavrina. Aleksandru je uspelo upor zatreti, Tavrin pa je med poskusom bega čez Evfrat utonil.  Cesar se je vrnil v Rim in leta 233 proslavil svojo zmago.Southern, str. 62.</ref>

## Vojna z Germani
Naslednje leto so preko Rena in Donave v Galijo na več mestih vdrli Germani, rušili trdnjave in pustošili po podeželju in povzročili paniko v samem Rimu. 
Aleksander je odšel na fronto in tja pripeljal legije iz vzhodnih provinc, ki zaradi izgub v perzijski vojni niso bile polnoštevilčne. Z nekaj enotami je čez pontonski most vdrl na desni breg Rena. Zaradi skromnih vojaških izkušenj je domneval, da bo že grožnja z armado zadostovala za vdajo Germanov. Po nasvetu svoje matere je poskušal podkupiti nekaj germanskih plemen in s tem pridobiti nekaj dragocenega časa.
Njegova politika, modra ali ne, je bila za legionarje strahopetna in zato neprimerna. Herodijan o tem pravi: »Aleksander ni  po njihovem mnenju pokazal nobenega častnega namena, da bi nadaljeval vojno, in je raje imel lahko življenje, ko bi moral kaznovati Germane za njihovo predrznost«. Armada se je v teh okoliščinah uprla in za novega cesarja proglasila Gaja Julija Vera Maksimina, vojaka iz Trakije z velikim ugledom in  bogato vojaško kariero. Z njegovim imenovanjem se je vladavina Severske dinastije končala.

## Smrt
Po Maksiminovem imenovanju za cesarja so vojaki uporne XXII. legije Primigenia v Moguntiaku (Mainz) Aleksandra in njegovo mater med srečanjem z generali 18. ali 19. marca 235 umorili in s tem zavarovali Maksiminov  prestol.

## Zapuščina
Aleksander Sever je bil zadnji sirijski cesar in prvi, ki so ga strmoglavili v obsežnem vojaškem uporu. Na njegovo smrt se pogosto gleda kot na konec principata, ki ga je vzpostavil cesar Avgust, čeprav se je teoretično nadaljeval do cesarja Dioklecijana. Po njegovi smrti se je začelo kaotično obdobje, znano kot  kriza tretjega stoletja, v katerem se je Rimsko cesarstvo skoraj sesulo.
Aleksandrovo smrt v rokah njegovih vojakov je mogoče videti tudi kot začetek nove vloge rimskih cesarjev. V Aleksandrovem času vojaki niso pričakovali, da se bodo cesarji osebno borili  v bitkah, od njih pa so vedno bolj pričakovali kompetentnost v vojaških zadevah. Aleksandrovo odločitev, da se bo po materinem nasvetu pogajal z Germani, so imeli za nečastno in nevojaško in po njegovem relativnem neuspehu v vojni s Perzijci za nesprejemljivo.  Maksiminovo imenovanje je temeljilo ravno na njegovi vojaški odličnosti v nasprotju z Aleksandrovo strahopetnostjo.
Za Aleksandrovo vladavino je bil značilen znaten upad vojaške discipline. Leta 223 je pretorijska straža v njegovi prisotnosti in kljub njegovim ugovorom ubila svojega prefekta Ulpijana. Gardisti so se nato tri dni vojskovali s prebivalci Rima in več delov mesta požgali.   O vojaški disciplini zelo kritično piše tudi njegov sodobnik Kasij Dion, ki pravi, da bi se »vojaki najraje kar predali nasprotniku«. Campbell poudarja, da so bili za zlom vojaške discipline krivi
»... upadanje ugleda Severske dinastije, šibek značaj samega Aleksandra, ki sploh ni bil vojak in je bil popolnoma podrejen svoji materi, in pomanjkanje pravih vojaških uspehov v času, v katerem  je bil imperij je pod vedno večjim pritiskom.«
Herodijan je bil prepričan, da je padcu vojaške discipline pod Aleksandrom pripomogla  »njegova skopost, ki je bila delno posledica materinega pohlepa, in počasnost pri podeljevanju beneficij«.
Po Canducijevem mnenju je bil Aleksander »trezen, dobronameren in vesten vladar, katerega usodna napaka je bila dominantnost njegove matere, ki ni samo spodkopala njegovega ugleda, ampak je bila tudi vzrok za njegove nepriljubljene ukrepe.«
Aleksandra so po smrti leta 238 pobóžili.

## Zasebno življenje
Aleksander Sever je bil s trinajstimi leti najmlajši cesar v zgodovini Rima. Njegova stara mati je bila prepričana, da ima več vladarskih sposobnosti kot njegov vedno bolj nepriljubljen bratranec Elagabal. Da bi ohranila svoj položaj in Aleksandru zagotovila prestol, je prisilila Elagabala, da je Aleksandra posinovil, potem pa je organizirala njegov umor.
Rimska vojska ga je za cesarja razglasila 13. marca 222 in ga takoj zatem zasula z naslovi augustus, pater patriae in pontifex maximus. Aleksandra sta celo življenje vodili stara mati Mesa in mati Mameja. Po Mesini smrti leta 223 je glavno vlogo prevzela mati. Mlad in neizkušen  cesar je malo vedel o vladanju  in vlogi cesarja v Rimskem imperiju, zato je bil celo življenje marioneta v rokah svoje matere in nepriljubljen med svojimi vojaki.
Poročen je bil trikrat. Njegova najbolj znana žena je bila Salustija Orbijana Avgusta, s katero se je poročil leta 225, ko je bil star sedemnajst let, ona pa šestnajst. Poroko je organizirala njegova mati. Ko je  Salustija Orbijana dobila naslov avguste, je postala Aleksandrova mati vedno bolj ljubosumna nanjo zaradi želje, da bi sama obdržala vse ženske vladarske naslove. Leta 227 je Aleksander obtožil njenega očeta Seja Salustija, da pripravlja zaroto, in ga usmrtil, potem pa se je ločil od Salustije Orbijane in jo izgnal. 
Njegova druga žena je bila Sulpicija Memija iz ene od najstarejših rimskih patricijskih družin. Identiteta njegove tretje žene ni znana. Z nobeno od žena ni imel otrok. 
Vsako jutro je molil v svoji zasebni kapeli in živel po načelu »delaj tisto, kar naj bi drugi delali tebi«. Moto je bil napisan tudi v njegovi palači in na več javnih zgradbah. Bil je izjemno strpen ne samo do kristjanov, ampak tudi do Judov, ki so med njegovim vladanjem obdržali vse svoje privilegije. Zaradi spoštovanja do Abrahama in Kristusa je imel njuni sliki v svoji molilnici.

### Primarni viri
- Kasij Dion, Rimska zgodovina, 80. knjiga
- Herodijan, Rimska zgodovina, 6. knjiga.
- Historia Augusta, Življenje Aleksandra Severja
- Avrelij Viktor, Epitome de Caesaribus
- Joannes Zonaras, Alexander Severus to Diocletian: 222–284, Compendium of History extract
- Zosim, Historia Nova

### Sekundarni viri
- A.R. Birley,  Septimius Severus: The African Emperor, Routledge, 2002
- P. Southern, The Roman Empire from Severus to Constantine, Routledge, 2001
- H.W. Benario, Alexander Severus (A.D. 222–235), De Imperatoribus Romanis (2001)
- A. Canduci (2010). Triumph and Tragedy: The Rise and Fall of Rome's Immortal Emperors. Pier 9 Books. ISBN 978-1-74196-598-8.
- E. Gibbon (1888), Decline & Fall of the Roman Empire
- J.B. Campbell (1984), The Emperor and the Roman Army 31 BC - AD 235, Clarenden, 1984
- C. Wells, Colin, The Roman Empire, Harvard University Press, 1997

| Aleksander Sever Severska dinastija Rojen: 1. oktober 208 Umrl: 18./19. marec 235 |                                              |                                                                        |
| Vladarski nazivi                                                                  |                                              |                                                                        |
| Predhodnik: Elagabal                                                              | Cesar Rimskega cesarstva 222–235             | Naslednik: Maksimin Tračan                                             |
| Politične funkcije                                                                |                                              |                                                                        |
| Predhodnik: Gaj Vetij Grat Sabinijan, Mark Flavij Vitelij Selevk                  | Rimski konzul 222 z Elagabalom               | Naslednik: Marij Maksim, Luscij Roscij Elijan Pakul Salvij Julijan     |
| Predhodnik: Tiberij Manilij Fusk, Servij Kalpurnij Domicij Dekster                | Rimski konzul 226 z Gajem Avfidijem Marcelom | Naslednik: Mark Numij Senecij Albin, Mark Lelij Fulvij Maksim Emilijan |
| Predhodnik: Kvint Ajacij Modest Krescentijan, Mark Pomponij Mecij Prob            | Rimski konzul 229 z Kasijem Dionom           | Naslednik: Lucij Virij Agrikola, Sekst Katij Klemecij Priscilijan      |